# Хамелн
Хамелн (њем. Hameln) град је у њемачкој савезној држави Доња Саксонија. Једно је од 8 општинских средишта округа Хамелн-Пирмонт. Према процјени из 2010. у граду је живјело 58.267 становника. Посједује регионалну шифру (AGS) 3252006. Град је познат по легенди о Фрулашу из Хамелна, који се, свирајући на фрули, отарасио пацова који су опустошили град.

## Географски и демографски подаци
Хамелн се налази у савезној држави Доња Саксонија у округу Хамелн-Пирмонт. Град се налази на надморској висини од 68 метара. Површина општине износи 102,3 km². У самом граду је, према процјени из 2010. године, живјело 58.267 становника. Просјечна густина становништва износи 569 становника/km².

## Међународна сарадња
| Мјесто                | Држава               | Врста сарадње | Од    |
| --------------------- | -------------------- | ------------- | ----- |
| Калварија Зебжидовска | Пољска               | контакт       | 1974. |
| Торбеј                | Уједињено Краљевство | партнерство   | 1973. |
|                       | Француска            | партнерство   | 1968. |
| Извор                 |                      |               |       |